# شرج كحلان (حجر)
'

تعديل مصدري - تعديل

شرج كحلان هي إحدى قرى عزلة الجول بمديرية حجر التابعة لمحافظة حضرموت، بلغ تعداد سكانها 262 نسمة حسب تعداد اليمن لعام 2004.